# Движение за репродуктивные права

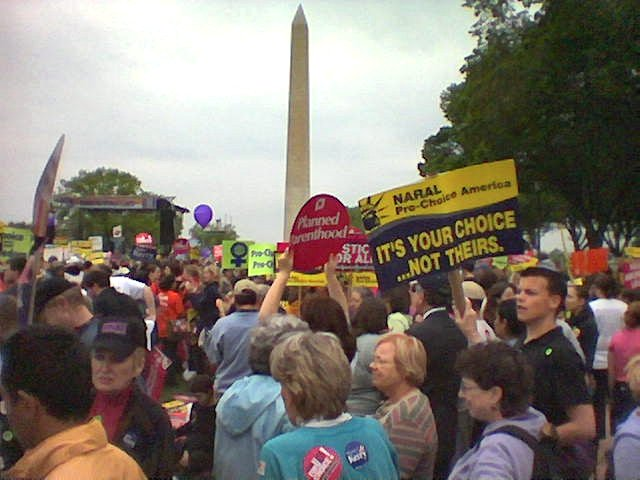
Марш сторонников прочойса в Вашингтоне (2004 год)

Движение за право на аборт, также движение за репродуктивный выбор, или прочо́йс (англ. Pro-choice, в переводе с англ. — «за выбор») — общественное движение, отстаивающее репродуктивные права, в том числе право женщины совершать аборт, а также соответствующая этико-политическая позиция.

## История
В языческой античности аборт сам по себе не рассматривался как преступление. Аборты в Древнем Риме не были запрещены, но определённые обстоятельства, например аборт без разрешения мужа, могли сделать их наказуемыми согласно римскому праву. Аристотель советовал супругам, у которых «должен родиться ребёнок сверх … положенного числа», воспользоваться абортом. Но и в эпоху язычества присутствовала иная позиция: Овидий осуждал аборты, а клятва Гиппократа строго запрещала врачам делать их.
Отношение к репродуктивным правам женщин изменилось с распространением христианства: «Церковь всегда осуждала аборт как убийство». По этой причине в христианских странах до XX века аборты, рассматриваемые как «убийство нерождённых детей», были законодательно запрещены. На Руси с 1649 года за аборты вводилась смертная казнь.
Впоследствии наказания за аборт смягчались. Например, согласно «Уложению о наказаниях» 1885 года за искусственный аборт полагались каторжные работы на срок от 4 до 5 лет, лишение всех прав состояния и ссылка в Сибирь на поселение. Уголовным уложением 1903 года меры пресечения ещё более смягчались: «Мать, виновная в умерщвлении своего плода, наказывается заключением в исправительный дом не свыше 3 лет, врач от 1,5 до 6 лет». Однако «строго по жизненным показаниям» аборты разрешались.
Аборт (точнее, искусственный аборт) был на короткое время (1791—1810 годы) легализован во времена Французской революции. Этот опыт был воспроизведён в Советской России после Октябрьской революции 1917 года. Декретом от 18 ноября 1920 года аборты были разрешены. Впоследствии аборты были легализованы во многих странах. Например, в Швеции они разрешены с 1946 года, в Великобритании — с 1967 года.
Очередной этап расширения репродуктивных прав берёт своё начало от 1973 года, когда аборты были легализованы в США. Однако предпосылки к нему зародились ещё в XIX веке в рамках феминизма. Решающим поводом в пользу легализации абортов в США стала ситуация 1960-х, когда во время эпидемии краснухи родилось около 15 тыс. детей с аномалиями, причём многим страдавшим краснухой беременным женщинам было отказано в праве на аборт. В связи с этим Комиссией медицинских экзаменаторов штата Калифорния было предъявлено обвинение 9 врачам. Итогом стало решение Верховного суда США по делу «Роу против Уэйда», признавшее закон штата Техас об ограничении права на аборт противоречащим Конституции США и ущемляющим личную свободу женщины.

## Позиция представителей движения
Сторонники права на аборт считают, что вопрос об убийстве плода — это вопрос неотчуждаемого личного выбора, связанного с женским телом, личным здоровьем и будущим. Они уверены, что легальность абортов положительно сказывается на жизни и родителей, и детей, поскольку женщинам не приходится идти на отчаянные меры для совершения подпольных абортов. Сторонники права на аборт вписывают свои взгляды в контекст ценностей индивидуальной свободы, репродуктивной свободы и репродуктивных прав. Первый из этих терминов широко использовался в политических движениях XIX и XX веков (в частности, за отмену рабства в Европе и США и за народную демократию); последние два термина связаны с изменением взглядов на сексуальную свободу и физическую неприкосновенность.
Люди, выступающие за право на аборт, почти никогда не называют себя сторонниками абортов: вопрос аборта они приравнивают к вопросу автономии тела, а принудительный аборт считают юридически и морально недопустимым. Некоторые сторонники права на аборт высказываются против некоторых или всех абортов по моральным соображениям. Однако они полагают, что аборты неизбежно будут происходить в любом случае, и поэтому считают, что легальный аборт в контролируемых медициной условиях предпочтительнее, чем нелегальный подпольный аборт, проводимый без надлежащего медицинского надзора.

## Аргументы

### Право женщины распоряжаться своим телом
Главный аргумент сторонников права на аборт состоит в том, что никто, кроме самой женщины, не должен распоряжаться её телом, её судьбой и жизнью. Всё это входит в перечень прав, гарантируемых конституциями многих стран. В большинстве законодательных систем человек наделяется конституционными правами с рождения, что даёт женщине юридически более высокий статус, чем эмбриону. Как подчёркивают сторонники права на аборт, женщина имеет больше прав считаться человеком и с моральной точки зрения, поскольку она, в отличие от эмбриона, обладает сознанием, способна думать, чувствовать, надеяться и мечтать.
Некоторые сторонники репродуктивных прав отцов требуют предоставления мужьям равного права распоряжаться беременностью их жён. Сторонники права на аборт утверждают, что такая мера несправедлива — прежде всего потому, что именно на женщине лежат все риски, связанные с беременностью и родами, в том числе затрагивающие её здоровье и жизнь.
Так, в России по официальным данным на 2001 год в структуре материнской смертности аборты составили лишь 27,7 % — таким образом, для россиянки в то время опасность умереть на поздних сроках беременности или при родах более чем в два раза превышала опасность смерти от осложнений после аборта (к 2019 году материнская смертность в России сократилась с 2000 года в четыре раза). В развивающихся странах доля материнской смертности от абортов иная, так, в 2008 году в Африке почти 2/3 материнских смертей были связаны с абортами.
Кроме того, именно мать с большей вероятностью будет выполнять основную работу по уходу за ребёнком и его воспитанию (по затратам времени отцовский вклад в заботу о ребёнке составляет 1,9-8,5 % материнского). И именно на мать, вероятнее всего, полностью ляжет обязанность заботы о ребёнке в случае, если она захочет отсудить ребёнка у отца в случае развода (по данным Министерства труда и социального развития РФ на 2001 год, из приблизительно 13 млн российских неполных семей лишь 1 % составляют семьи, где детей растит отец). Таким образом, рождение ребёнка коренным образом влияет на жизнь и судьбу женщины, но не мужчины.
Наконец, по мнению сторонников права на аборт, законодательное закрепление права супругов замужних женщин или родителей несовершеннолетних распоряжаться беременностями может привести к росту случаев шантажа и семейного насилия со стороны родственников беременной. Выступая против введения таких мер в рамках закона, сторонники права на аборт, как правило, не выступают против совещательного участия родственников в решении об аборте. Они считают разумным обсуждение исхода беременности всеми людьми, которых это решение может коснуться, однако настаивают, что право на окончательное решение должно принадлежать только самой женщине.

### Статус эмбриона
Сторонники права на аборт протестуют против характеристики эмбрионов как «нерождённых детей». Они приводят ряд аргументов в защиту тезиса, что эмбрион не может считаться человеком, а также указывают на то, что этот вопрос вторичен по отношению к вопросу прав женщины на избавление от плода.
Так, они отмечают, что один из важнейших параметров, по которым эмбрион отличается от рождённого человека, — это его зависимость от нахождения внутри тела конкретной женщины. Между тем, даже если признать, что у эмбриона есть право на жизнь, то право на жизнь, как они полагают, никогда не включает в себя права использовать тело другого человека. С точки зрения сторонников права на аборт, как государство не может заставить людей стать донорами органов или крови, точно так же оно не может принудить женщину спасать жизнь эмбриона, рискуя собственным здоровьем и жизнью при вынашивании и родах. Противники абортов, как правило, возражают на это тем, что сравнение беременности с донорством или иной добровольной помощью неправомерно, так как женщина сама вступила в половую связь, принимая на себя риск беременности. Позиция сторонников права на аборт заключается в том, что половая связь не является контрактом на беременность, поскольку у людей, как они полагают, есть право заниматься непродуктивным сексом; кроме того, такой аргумент противоречит принципу равноправия полов, так как означает наказание сексуального поведения женщин, но не мужчин.

### Ненадёжность методов контрацепции
Как известно, ни один из существующих методов контрацепции не даёт стопроцентной защиты от нежелательной беременности. Надёжность контрацептивов измеряется индексом Перля, который показывает, сколько женщин из ста предохраняющихся данным методом беременеют в течение одного года. Например, при применении прерванного полового акта ежегодно беременеют от 4 до 18 женщин, при использовании презерватива — от 2 до 12 женщин, а при использовании комбинированных оральных контрацептивов — от 0,1 до 0,9 женщин из 100. Сторонники права на аборт отмечают, что из этого логически вытекает необходимость гарантии права на аборт: в противном случае получается, что, как только образуется зигота, женщина сразу же теряет право распоряжаться собственным телом.

### Нецелесообразность запрета абортов
В дискуссиях с представителями законодательной власти, придерживающимися пролайферских взглядов и ратующими за возрастание темпов прироста населения, главный аргумент сторонников права на аборт состоит в том, что запрет абортов не может привести ни к снижению числа абортов, ни к повышению рождаемости. По статистике, только 10—12 % женщин, решившихся на аборт, удаётся отговорить от этого шага, а в большинстве остальных случаев «отговаривающие» беседы приводят к затягиванию времени, в результате чего женщина всё же делает аборт на более поздних сроках с угрозой для своего здоровья.
Специалисты объясняют это тем, что демографические тенденции к ограничению рождаемости неизменно оказываются сильнее пронаталистской политики. Так, в СССР после законодательного запрета искусственных абортов 27 июня 1936 года число абортов сначала резко сократилось (например в Ленинграде с 43,6 тыс. операций в первой половине 1936 года до всего 735 во второй половине), но уже со следующего года стало неуклонно повышаться: в 1937 году в стране было зарегистрировано 355 тыс. операций, в 1938-м — 429 695, в 1939-м — 464 246, в 1940-м — 500 516. При этом на разрешённые аборты по медицинским показаниям приходилось лишь 10 %, а оставшуюся часть составляли случаи, когда врачи оказывали помощь женщинам после подпольного неполного аборта, который они провоцировали самостоятельно или прибегая к помощи посторонних людей..
Криминализация абортов, в свою очередь, приводит к росту женского бесплодия и материнской смертности. Если в 1935 году в городах России (по сельской местности такая статистика не велась) был зафиксирован 451 случай смерти от искусственного аборта, то в 1936-м — уже 910 случаев, а к 1950-м доля смертей от абортов превысила 70 % от всех материнских смертей.
По данным демографов, уровень рождаемости регулируется своими законами, на которые количество абортов никак не влияет. Так, в Польше после ограничения легальности абортов в начале 1990-х рождаемость не повысилась, а понизилась, причём сильнее, чем в России, где рождаемость тоже снизилась, хотя число абортов за те же два десятилетия сократилось без всяких законодательных запретов в 3,5 раза.

## Сторонники права на аборт
В США прочойс характеризует Демократическую партию, тогда как республиканцы стоят на позициях пролайфа (хотя есть среди них и сторонники прочойса: бывший мэр Нью-Йорка Рудольф Джулиани и экс-губернатор Калифорнии Арнольд Шварценеггер). Также прочойс поддерживает Американский союз защиты гражданских свобод. В защиту права на аборт выступает и Парламентская ассамблея Совета Европы.
В исламском Иране правом на аборт (в случае неправильного развития плода или угрозы жизни матери) пользуются только замужние женщины в первые 15 недель (3 месяца) беременности, поскольку в это время, согласно исламской доктрине, у зародыша душа ещё не соединилась с телом.
В России до недавнего времени движения за выбор как такового не существовало, поскольку свобода репродуктивного выбора была защищена законодательно. Однако в июне 2011 началось активное обсуждение ужесточения абортного законодательства.

### Финансовая поддержка
Активной поддержкой абортов по всему миру занимается Джордж Сорос, план которого на 2016—2019 годы нацелен как на отмену законов, препятствующих абортам, так и на рост числа абортов в странах, где они разрешены. Инструментами реализации этой стратегии являются представительства международной организации Amnesty International, ассоциации и центры планирования семьи, а также организации в защиту прав женщин на аборт. Атака Сороса на первом этапе ставит своей целью католические страны, прежде всего Ирландию и Польшу, то есть страны с сильным антиабортным законодательством.

## Критика
Основой критики права на аборт является утверждение, что эмбрион — это человек. В подтверждение этого тезиса приводят такие факты, как наличие у эмбриона отдельного уникального генома и различных физических черт, которые в процессе внутриутробного развития делают эмбрион всё более физически похожим на человека (например, наличие конечностей, глаз, ушей, пальцев и др.). Таким образом, критики приравнивают аборт к убийству. Антагонистами движения за права на аборт являются так называемые «пролайферы» (от англ. pro-life), или противники абортов.